# Уканапшаві
Уканапшаві (груз. უკანაფშავი) — село в Грузії.
За даними перепису населення 2014 року в селі проживає 9 осіб.